# 1 Praski Pułk Piechoty
1 Praski pułk piechoty (1 pp) – oddział piechoty ludowego Wojska Polskiego.

## Formowanie
Pułk sformowany został 14 maja 1943, w obozie sieleckim, w składzie 1 Dywizji Piechoty im. Tadeusza Kościuszki, w oparciu o etat Nr 04/501 radzieckiego pułku strzeleckiego gwardii.
Struktura organizacyjna (1944)
- dowództwo i sztab
- 3 bataliony piechoty
- kompanie: dwie fizylierów, przeciwpancerna, rusznic ppanc, łączności, sanitarna, transportowa
- baterie: działek 45 mm, dział 76 mm, moździerzy 120 mm
- plutony: zwiadu konnego, zwiadu pieszego, saperów, obrony pchem, żandarmerii

Razem:
żołnierzy 2915 (w tym oficerów – 276, podoficerów 872, szeregowców – 1765).
Sprzęt:
162 rkm, 54 ckm, 66 rusznic ppanc, 12 armat ppanc 45 mm, 4 armaty 76 mm, 18 moździerzy 50 mm, 27 moździerzy 82 mm, 8 moździerzy 120 mm

## Marsze i działania bojowe
Pułk przez cały okres wojny walczył w składzie 1 Dywizji Piechoty. W dniach 12–13 października 1943 bił się pod Lenino. Wszedł do walki w pierwszym rzucie na lewym skrzydle dywizji i nacierał w kierunku wsi Trygubowo. Na przełomie lipca i sierpnia 1944 pułk walczył o przyczółki na Wiśle pod Dęblinem. W dniach 10–15 września 1944 wyzwalał Pragę i toczył boje w rejonie Jabłonna – Legionowo. Wiosną 1945 walczył na Wale Pomorskim, pod Mirosławcem, nad Zalewem Szczecińskim, forsował Odrę i Starą Odrę, a w ostatnich dniach wojny uczestniczył w zdobyciu Berlina. W stolicy III Rzeszy współdziałał z 19 i 35 Brygadą Zmechanizowaną 1 Korpusu Zmechanizowanego gen. Kriwoszeina i nacierał między ulicami Bismarck Strasse, Schiller Strasse, Goethe Strasse i Neue Kant Strasse w kierunku stadionu sportowego w Tiergarten.
|  |  |  |  |  |

|  |  |  |  |

## Pułk w okresie pokoju
Na przełomie maja i czerwca 1945 oddział dyslokowany został do Białegostoku. Później przeniesiono go do Warszawy, gdzie zajął koszary na Pradze przy ul. 11 Listopada.
W lipcu 1945 dwie kompanie ze składu pułku wzięły udział w tzw. „obławie augustowskiej”.
W październiku 1945 pułk otrzymał etat pokojowy nr 2/21 o stanie 1875 żołnierzy, a w lutym 1947 etat nr 2/31 o stanie 1586 żołnierzy. We wrześniu 1948 przeniesiono go na kolejny etat nr 2/82 o stanie osobowym 1683 żołnierzy. Rok później dokonano kolejnej reorganizacji przenosząc pułk na etat nr 2/95 nieznacznie zmniejszając ogólną liczbę żołnierzy. W marcu 1951 jednostkę przeformowano na etat nr 2/140 o stanie 1994 żołnierzy. Wysokie stany osobowe pułku (dwa razy większe niż w innych pułkach piechoty) wynikały z faktu, że był jednostką stołeczną zabezpieczającą szereg przedsięwzięć na terenie Warszawy.
We wrześniu 1955 jednostka przeformowana została w 1 Pułk Zmechanizowany i przeniesiona do Legionowa. W 1957 oddział ponownie przeniesiono do Warszawy, gdzie zajął koszary w Wesołej.

## Żołnierze pułku
Dowódcy pułku

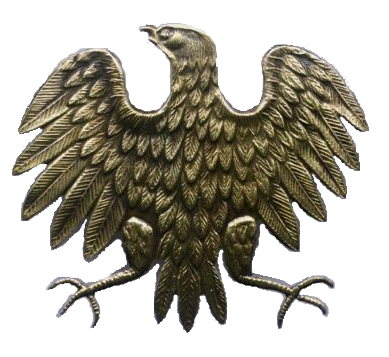
Orzeł tzw. wzór 43 (piastowski)

- ppłk Władysław Kozino (1.06.1943 – 28.08.1943)
- mjr/ppłk Franciszek Derks[5] – (28.08. – 15.10.1943)
- mjr Leonard Borkowicz (15.10.1943 – 17.10.1944)
- ppłk Leon Skokowski (17.10. – 29.05.1944)
- płk Bazyli Maksimczuk (29.05.1944 do końca wojny)
- ppłk Marian Kisielewski (05.1945 – 11.1945)
- ppłk Józef Bielecki (11.1945 – 06.1946)
- ppłk Kazimierz Baranowski (06.1946 – 04.1947)
- ppłk Narcyz Rudziński (04.1947 – 09.1947)
- ppłk Wacław Zalewski (09.1947 – 04.1948)
- ppłk Lucjan Baral (04.1948 – 10.1950)
- płk Bazyli Maksimczuk (10.1950 – 08.1951)
- mjr Mieczysław Mazur (08.1951 – 08.1952)
- mjr Józef Dziadura (08.1952 – 10.1952)
- mjr Michał Krzaczkowski (10.1952 – 02.1953)
- mjr Władysław Łamasz (02.1953 – 11.1953)
- ppłk Leon Lasowicz (11.1953 – 04.1954)
- ppłk Julian Węgrzyn (04.1954 – 09.1955)

Szefowie sztabu
- kpt Borys Masalski[6]
- mjr Zygmunt Wilkin[7]

Odznaczeni Krzyżem Srebrnym Orderu Virtuti Militari
| płk Bazyli Maksimczuk mjr Jan Drobuszewicz mjr Wacław Zwierzański kpt. Piotr Bordziejewicz kpt. Juliusz Hibner kpt. Andrzej Iwanow kpt. Zygmunt Stocki kpt. Feliks Wojno kpt. Władysław Wysocki kpt. Majer Zysman por. Franciszek Bąk por. Jerzy Mandel | por. Szymon Roj por. January Wiśniewski por. Adolf Wysocki ppor. Wacław Ciechociński ppor. Michał Kochane ppor. Stefan Maniewski ppor. Roman Paziński ppor. Józef Świątek ppor. Henryk Tisłowiec ppor. Bronisław Topolnicki ppor. Józef Wasilewski ppor. Tomasz Wysocki | chor. Jan Dragun chor. Bernard Ferber chor. Wiktor Gledryś chor. Karol Leon Jamnicki chor. Jan Maciążek chor. Feliks Pieczarka chor. Wacław Serkowski chor. Arkadiusz Zabłudowski sierż. Ludwik Lipowicz plut. Władysław Pietraszczuk kpr. Jan Koczuk |

## Upamiętnienie
Imię pułku noszą dwie ulice w Warszawie: ulica w dzielnicy Wesoła, a także druga na Pradze-Południe.